# 大莫尔多夫
大莫尔多夫是德国梅克伦堡-前波莫瑞州的一个市镇。总面积41.76平方公里，总人口794人，其中男性399人，女性395人（2011年12月31日），人口密度19人/平方公里。